# Wagi
wagiは、日本のゲームの原画家。みなとそふと所属。過去の名義にカワギシケイタロウがある。

## 人物
趣味は城や古建築巡り。
素材集、挿絵などの仕事をした後、ゲーム会社に就職。ゲーム制作に携わる。退職後はフリーで活動。小説の挿絵などの仕事をしていたという。創美研究所から誘われ、2001年発売の『ぱちもそ』で原画家デビュー。
影響を受けた作家にいのまたむつみを挙げている。

## 担当作品

### ゲーム原画
- ぱちもそ
- ぱちFile
- 燐月-リンゲツ-
- 妻みっくす
- 真・燐月
- 真剣で私に恋しなさい!
- 真剣で私に恋しなさい!S
- 真剣で私に恋しなさい!A
- マブラヴ オルタネイティヴ等（柏木晴子）[1]
- 我が姫君に栄冠を[3]
- 我が姫君に栄冠を 将軍の誘惑